# 不起眼女主角培育法
《不起眼女主角培育法》是由日本遊戲編劇丸戶史明所寫的輕小說，並由深崎暮人擔任插畫暨角色設計。簡稱。2012年7月至2018年11月由角川集團旗下的富士見Fantasia文庫出版單行本。正體中文版由台灣角川發行。截至2019年12月，系列累積發行量超過350萬卷。本作獲得《這本輕小說真厲害！2016》作品部門第9名。
改編電視動畫第1季於2015年1月至3月播放，第2季《不起眼女主角培育法♭》於2017年4月至6月播放。劇場版《不起眼女主角培育法 Fine》於2019年10月26日在日本上映。

## 劇情簡介
春假時，為了購買動畫藍光光碟而打工的御宅族安藝倫也，在開滿櫻花的坡道上邂逅一位少女，幫她撿一頂被風吹走的貝雷帽。於是有了以該少女為女主角製作同人遊戲的構想。一週後才知道，少女是他的同班同學加藤惠。
為了製作同人遊戲，安藝倫也還要說服同年級美術部的繪畫高手澤村·史賓瑟·英梨梨，以及優等生學姐霞之丘詩羽和加藤惠共組遊戲社團，開始同人遊戲的製作。之後又與過去認識的學妹波島出海有了連絡，緊接著擅長音樂的表姐冰堂美智留也加入社團。

## 登場人物

### 主要人物

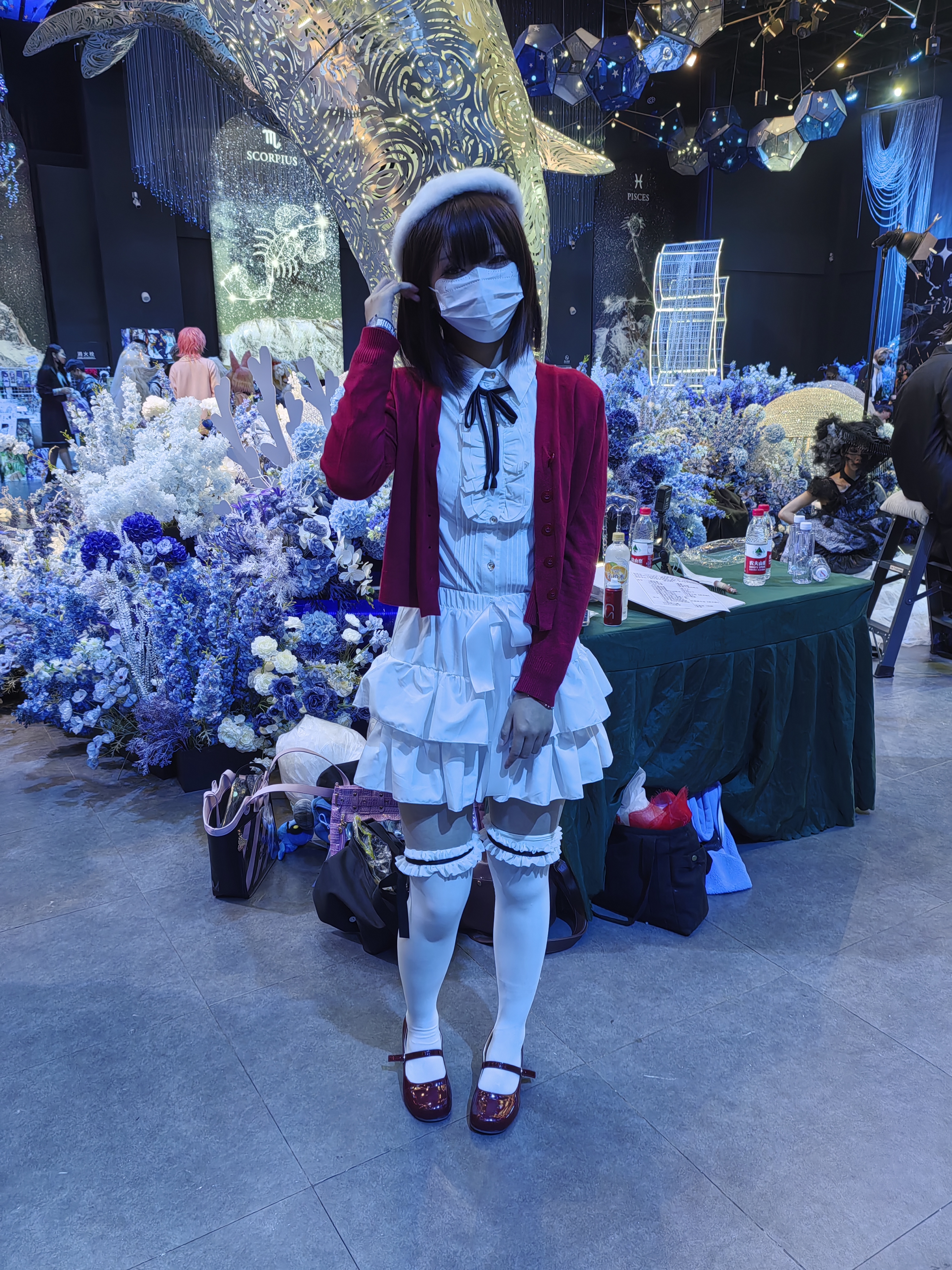
加藤惠的cosplay

安藝倫也（聲：松岡禎丞、大地葉（小學生））
本作的男主角，175cm，1995年12月18日出生，是愛好ACG的重度御宅族，同人遊戲社團「Blessing Software」的遊戲製作人兼導演。就讀豐之崎學園2年B班，在校成績平平，但得學校允許打工。
一年級時為了在校慶上播放動畫而跑教師辦公室與教務主任力爭許可，還驚動校長，成為校內名人之一。
行動力很強。除了課業之外，只要認定要做的事情就會全力以赴。被惠等人評價為「交涉能力意外地很高的御宅族」。
在網路上是著名的部落客「TAKI」，對於《戀愛節拍器》的銷量有巨大貢獻。
製作遊戲的過程中，從一開始對於創作什麼都不懂的消費宅男，到第七卷已經能獨立寫出完整的企劃，並在第二部作品擔當全劇本寫作。
對情侶或家族常去的場所會感到棘手，不過為了製作遊戲還是會去體驗。
長相公認拿下眼鏡就很好看，在第九卷跟英梨梨吃飯時得知，自從戴起隱形眼鏡，校內女生對自己的評價有明顯的上升。
Girls Side 3卷中，詩羽正式揭露倫也因為小學時受英梨梨的行為傷害，有了「怯懦」的詛咒，使之不敢過於接近他人。
故事一開始，在進行派報紙打工的時候，於櫻花飛舞的坡道上遭遇到被風吹走帽子的少女，並將其撿回而感覺這是命運般的際會，於是決定要製作以這少女為第一女主角的同人遊戲。在知道少女即是同班同學的惠之後，以自己的人脈拉來英梨梨與詩羽分別負責原畫和劇本，建立社團「Blessing Software」，著手製作遊戲《cherry blessing》。第四卷更拉表姐美智留來擔任音樂製作，而作為替遊戲製作音樂的交換，擔任美智留的樂團「Icy tail」的經紀人。
第六卷，因獨自前去照顧病倒的英梨梨而沒和惠商量，導致遊戲耽擱，冬comi（冬季同人節）後被惠疏遠了兩個月。重新檢視遊戲內容後發現惠的付出之多，於是在第七卷邀請她一同製作新遊戲《不起眼女主角培育法》，和她和好。
第七卷在英梨梨與詩羽跳槽後大受打擊，但為了不讓平庸的自己限制住兩人的才能而決定放手，並決心自己多年後一定會趕上兩人，再次和她們合作。
第九卷為了讓英梨梨和惠和好，寫出以英梨梨為原形的角色劇本。第十卷為了鼓勵受挫的詩羽，寫了以詩羽為原形的角色劇本。這兩份劇本後來也都被被加入《不起眼女主角培育法》遊戲中。
第十一卷開始撰寫以惠為原形的女主角劇本，兩人以取材的名義多次約會，感情也快速升溫。
第十二卷與惠的生日約會前，突然接到電話並取消約會，趕往醫院探視病倒的紅坂朱音。為了不讓英梨梨跟詩羽的作品品質打折而介入此事，擔任朱音的代理人、紅朱企劃社員，協助製作《寰域編年紀 XIII》，暫時只繼續寫劇本而不參與「Blessing Software」的社團活動，因而第一次惹哭了電話另一頭的惠，並與她再度陷入緊張關係。
製作《寰域編年紀 XIII》的過程中仍持續對惠發郵件報告進度兼撰寫劇本，後來惠出現在自己的房間門口，主動提出要協助完成遊戲。最終新舊的「Blessing Software」成員集合，共同協助完成《寰域編年紀 XIII》。第十二卷末《寰域編年紀 XIII》完成後，向惠告白，被惠以加藤式平淡的吐槽回應，最後成為惠的男朋友。向惠坦白了英梨梨與詩羽都是自己無法觸及的人，為了不被拋下而選擇了惠。
最後社團在英梨梨跟詩羽的幫助下及時完成《不起眼女主角培育法》，並在冬comi發售。小說結局中，因高三期間埋首製作遊戲而大學落榜。
劇場版結局：多年後，將社團「Blessing Software」公司化，擔任社長，並租下辦公室和房子與惠同居。此時在業界已有一席之地，而邀請英梨梨跟詩羽再度合作，最後「Blessing Software」新舊成員集合。在交往7年後與恵結婚。 
加藤惠（聲：安野希世乃）
本作的女主角，安藝倫也的同班同學，160cm，9月23日出生，三圍B84-W57-H83，是個平凡沒有存在感的女孩，但仔細看是個可人兒。起初留著鮑伯頭，後來留長頭髮並束成馬尾，第五卷時又變為長直髮。
受倫也的請求擔任同人遊戲的女主角。在他初次邀請英梨梨與詩羽失敗時，放棄家庭旅遊半途返回，私底下請求兩人協助，並獲得她們的協力。在社團裡面會協助處理遊戲程式的相關工作。
倫也對她有著「相處起來很安心」、「毫無男女間的緊張感」、「女同學二號」、「不懂得挑動御宅族的心」、「受注目度低」、「沒有戲劇性」等評價。
存在感淡薄，連主角群都常常不經意就忽略其存在，然而卻擁有十分敏銳的觀察力，往往能一語中的道出問題點所在。
平時情緒和表情都沒什麼起伏，甚至對於倫也的失禮言行都只會敷衍回覆。不過故事中後期萌生對倫也的好感後，開始會表現出麻煩、腹黑、偏執和占有慾強的一面。
一開始被倫也誤以為與就讀醫學院的堂哥加藤圭一是男女朋友。有位即將結婚的姊姊。
幾乎沒有對御宅族的知識，因此對倫也常用的御宅族梗常感到無法理解。不過卻不會因此疏遠倫也，甚至還多次在倫也家中過夜，並在其影響下漸漸懂得不少宅知識。
雖然是被動地加入社團並且參與活動，但也逐漸喜歡上這個社團，在遊戲製作過程中也付出了許多心力。第四卷和英梨梨成了好閨密。
第六卷對於英梨梨病倒，而倫也沒有找自己商量，導致在冬comi第一部遊戲第一次出版不完美這點表示不滿，同時對於他沒有將自己視為同伴感到難過。冬comi結束後，罕見地將不滿的心情表現出來，之後疏遠倫也長達兩個月，不參與社團活動，每次都在上學鐘響前一分鐘進教室，並在放學後一分鐘內離開校園，刻意躲避。
第七卷與倫也和好，因為這段期間累積了許多感情而在當天變得情緒十分豐富。
之後因為英梨梨不告而別的跳槽與她進入冷戰。整理自己心情後將頭髮剪回鮑伯頭，並重現了一年前和倫也相遇的情景，幫助他從英梨梨跟詩羽離開的悲傷振作起來。
第八卷末，因為英梨梨的壯觀遊戲主視覺圖加深對英梨梨的不諒解，同時無法理解原諒英梨梨的倫也。在第九卷末和Girls Side 2卷靠倫也寫出英梨梨劇本與英梨梨和解，兩人一起去了溫泉旅行，並約定要各自追尋彼此的幸福。
Girls Side 3卷中，對於倫也私自決定協助製作《寰域編年紀 XIII》而沒商量的行為感到不滿與難過，因此沒有動力繼續製作遊戲，但最終讀了倫也的郵件後，開始進行社團的合宿作業。在出海家進行合宿時，被出海、美智留以及電話中的詩羽，藉由討論劇本的「逼問」下，說出本作開始以來對於倫也的感情真相。
在第十二卷末被倫也正式告白，並以平淡吐槽來回應倫也(Girls Side 3卷末揭露，吐槽回應是因為對倫也不間斷的思念而做的小報復)。經過一段言語拉扯後才接受倫也的告白，成為他的女朋友。小說結局中考上不死川大學文學部。
劇場版結局：多年後，於倫也創立的「Blessing Software」遊戲公司擔任副社長，並與倫也同居中。在交往7年後與倫也結婚，改名為「安藝惠(安芸 恵（あき めぐみ）)」，在婚禮前表示"能喜歡上沒什麼優點、不擅用言詞對女孩子表達喜愛的倫也，並且還能一直待在倫也身邊當低難度女子，直到最後都沒有把倫也讓給別人的自己，實在真的太了不起了"。
澤村·史賓瑟·英梨梨（聲：大西沙織）
日英混血，158cm，1996年3月20日出生，三圍B79.9（自稱有80）-W56-H86，父親是英國外交官，母親是日本人，身材嬌小，留著金色的雙馬尾。就讀同校2年G班，是美術部的王牌，私下則是同人社團「egoistic-lily」的18禁繪師，筆名「柏木英理」（柏木 エリ）。應安藝倫也的請求加入同人遊戲社團「Blessing Software」，負責角色設定及原畫。
隱性宅，在學校是外表光鮮亮麗的美少女公主，在家工作時則是不修邊幅的邋遢模樣。
近視度數很深，不過在學校是戴隱形眼鏡來掩飾。
喜歡倫也，但總是無法坦率表達自己的感情。內心十分少女和孩子氣，生氣時會用自己的雙馬尾甩人巴掌。
跟倫也自國小便認識，甚至熟悉到連他家的隱藏預備鑰匙放在哪都很清楚。與自己的父母是把倫也帶入宅文化的主要推手。
小學三年級時，喜歡二次元的事被同學知道而和倫也一起遭到霸凌，之後倫也堅持公開自己興趣並建立了起屬於自己的勢力，而自己卻害怕再次失去容身之處而選擇戴上面具，和他分道揚鑣。直到高中時，兩人才慢慢恢復私底下的往來。
對於自己身為倫也青梅竹馬的身分感到很自豪，認為這十年來的緣分是自己在感情上最大的優勢。也因此對於各式創作中的青梅竹馬特別執著，例如玩過的美少女遊戲通常只玩青梅竹馬路線就丟一邊了。
幼時體弱多病，每逢節慶幾乎都是在床上度過。
喜歡吃夏威夷披薩。
與詩羽是處於互相敵視的關係，但同時也是《戀愛節拍器》的書迷。
作畫水準雖然精細，速度也俐落，不過倫也從沒有被其所震撼與感動，僅認定為佳作。後來揭露原因為倫也在潛意識中忌妒著自己的才能，希望她不會拋下自己，而不肯認可她。
第三卷在夏comi（夏季同人節）看到倫也受到出海創作所感動時大受打擊，之後倫也藉由惠和詩羽的幫助重現了遊戲〈小小戀情狂想曲〉中的情節，試圖和她和好，最後卻變成大吵一架。彼此宣洩多年來藏在心中的遺憾與不滿後，宣言自己一定會成為讓所有人都認可的頂尖繪師。兩人的和解就此延後，但心結已經慢慢解開。
第六卷在冬comi前夕，為了趕稿而在那須高原的別墅中閉關，最後病倒，但在倒下前畫出了遠超過去水準的作品。之後與趕來照顧自己的倫也和好，倫也第一次認可了她的作品。然而在冬comi後，卻發現自己一直畫不出當日高水準的作品，創作產生停滯，倫也也因為害怕她再次病倒而不敢逼迫。
第七卷與Girls Side 1卷被紅坂朱音挖角，受到言語以及壓力的刺激終於畫出當日水準的畫作，同時意識到自己待在倫也身邊會因為過於舒適而沒有進步空間，因而決定默默退出倫也的社團加入紅坂朱音實行的企劃。然而也對於自己再次背叛倫也的行為感到痛心。
第七卷末升上三年級後和倫也同班，此時已經願意摘下平時戴著的大小姐面具，在學校也會如往常地和倫也互動。
第八卷後，在和詩羽一起工作和奮鬥的期間，兩人逐漸交好，同時自身的畫技也獲得飛躍性的成長。
在第十二卷和Girls Side 3卷中，發覺自己在倫也身邊工作時已經不會再停滯不前，但為了成為倫也持續追逐著的目標，還是選擇在創作者的道路上繼續前行。
劇場版結局：多年後，已是高人氣繪師，並受倫也的遊戲公司邀請，再度與倫也合作遊戲企劃開發。
霞之丘詩羽（聲：茅野愛衣）
安藝倫也的學姐，就讀同校3年C班。168公分，1月31日出生，三圍B89-W61-H88。留一頭黑色長髮、戴著白色髮箍，看起來文靜的美少女。實際上十分腹黑，時常有勁爆的發言，毒舌，常常不留情面的吐槽，且在感到不悅時會不斷跺腳。她以筆名「霞詩子」所寫的輕小說《戀愛節拍器》（恋するメトロノーム）由不死川書店的Fantastic文庫發行共五集，合計銷售破50萬冊，輕小說家的身分在學校裡只有少數人才知道。後被倫也拉入同人遊戲社團「Blessing Software」，負責腳本創作。代表花是非洲菊。
在學校裡是自入學開始便保持在學年第一名的優等生，但總是散發出生人勿近的氣場，是學弟妹們憧憬又畏懼的對象。
喜歡安藝倫也，經常以過度的肢體接觸和引人誤會的言論捉弄他。
十分擅長解讀和描述人的心境，在故事中多次幫助社團成員和好或是強迫對方直面心中感情。
本作故事開始前，在輕小說《戀愛節拍器》的初次的簽名會上，與第一個到達的倫也開始有了言語上的交集，也把他視為自己的第一個書迷。之後與倫也在作品的發展上有了不少的討論，甚至有些內容還是參考過其意見所寫的，在自己的心中是把此書當成是為了倫也而寫。不過，在將最終卷的原稿要拿給倫也看並希望能獲得其感想，並傳達這個要求背後暗藏的心意時卻遭到對方的拒絕，之後稱呼倫也的方式就變成「倫理同學」，而且在故事開始前三個月兩人已經沒有互相聯絡過。
喜歡挖苦和挑釁英梨梨，但實際上喜愛柏木英理的作品，認為她的才能在自己之上。曾私下對倫也表示希望能繼續合作下去。
第七卷與Girls Side 1卷為了保護英梨梨，同時希望能與其一同繼續合作，退出倫也的社團，加入紅坂朱音實行的企劃。對於自己並非被紅坂真的看上，只是附加上的這點很不甘心。
第七卷末進入早應大學就讀。在和英梨梨前往大阪開會前，奪走了前來送行的倫也的初吻。
Girls Side 3卷中，為了讓倫也和惠和好，避免「Blessing Software」停擺，在暗中指示美智留強迫惠吐出真心話、直面自己的感情。同時心中早已明瞭自己和英梨梨在倫也心中都是無法觸及的偶像，而在另一邊安慰了正式失戀的英梨梨。
劇場版結局：多年後，造成變成短髮，已是高人氣作家，並受倫也的遊戲公司邀請，再度與倫也合作遊戲企劃開發。
波島出海（聲：赤崎千夏）
單行本第三集登場。157公分，三圍B88-W58-H86，就讀國中三年級，留著雙辮子馬尾、身材嬌小卻擁有巨乳。是安藝倫也的兒時玩伴，同樣也參與同人誌創作。代表花是勿忘我。有一個哥哥波島伊織。
國小時皮膚曬得偏黑且頭髮短，像個男孩子，因此和倫也多年重逢時第一時間沒被認出來。
喜歡倫也。小時候倫也送給她的生日禮物是女性向愛情遊戲〈小小戀情狂想曲〉，在倫也的「傳教」後，從此熱愛上宅文化，出海稱之為「教會作為女孩子的喜悅」。
性格開朗活潑，在談論興趣時會和倫也一樣變得很興奮，可以說是倫也的徒弟。
具有很強的同人誌創作才能，且成長的速度十分驚人，甚至曾引起英梨梨的嫉妒。不過由於只是當作興趣且不擅長宣傳，所以讀者少。
第三卷在夏comi中，倫也深受其本子感動而幫她大力宣傳，不久後便收到了英梨梨的戰帖，於是為了爭一口氣而踏上商業創作者的道路，加入『rouge en rouge』社團。自此之後便視英梨梨為宿敵，兩人常互相挑釁對方。
第七卷末與哥哥退出『rouge en rouge』社團後，跟哥哥一起加入「Blessing Software」社團，成為「Blessing Software」社團的新畫師。同時也進入豐之崎學園就讀。
劇場版結局：多年後，於倫也創立的「Blessing Software」遊戲公司工作。
冰堂美智留（聲：矢作紗友里）
單行本第四集登場，就讀椿姬女子高中，身材高佻，留著短髮。173公分，三圍B86-W56-H84。在「Icy tail」樂團中負責彈奏吉他、主唱以及作曲。在同人遊戲社團「Blessing Software」負責音樂製作。
個性奔放。屬於只要投身進去，就立刻能在該領域有出色表現的奇才，不過興趣在加入樂團之前時常轉變，曾經參與排球、話劇、籃球，但都是大約半年就放下了。
對於御宅文化抱有一定的偏見和無法理解。不過和朋友組成樂團「Icy tail」的契機卻是一首動畫歌曲，美智留當時完全不知情，誤以為是西洋樂團的歌曲。也因此美智留的作曲曲風在自己不知情的狀況下受到了宅文化的影響。
是倫也的表姐，父親與倫也的母親是兄妹，兩人更是在同年同月同日甚至同間醫院出生，被詩羽形容為君臨頂點的原始級青梅竹馬。
對倫也抱有親戚以上的感情，喜歡欺負他。在他面前沒什麼羞恥心觀念，也喜歡和倫也肢體接觸。
在第四卷時因父母反對玩音樂而離家出走，寄居在倫也家中。某次練習吉他時，倫也深受曲子感動而拉她加入社團，作為交換，倫也則是擔任「Icy tail」經紀人。結果在樂團的第一次Live House演出前，發現另外三個朋友都是御宅族，因而逐漸放下對御宅文化的成見。
劇場版結局：多年後，於倫也創立的「Blessing Software」遊戲公司工作，也已和音樂公司有簽約。

### 『rouge en rouge』相關人物
波島伊織（聲：柿原徹也）
出海的哥哥，177cm，有著以男性而言顯得略尖、卻又清澈明亮的聲音。並留著每個月都少不了要去理髮廳報到的輕盈褐色捲髮。
與倫也是同學年，兩人是在中學一年級時認識。是個與俊帥外表不同、凌駕於倫也之上的御宅族。
認識許多大牌的同人作家、商業領域的知名漫畫家、動畫家、乃至於頂著導演或董事長頭銜的大人都認識好幾位。而且連初次見面的大人物，他都能親暱地向對方攀談並且博得好感，社交技能特異絕倫。但本質上是個會把人分為「用得上」和「用不上」的同人投機客，在相處過段時間後認清其真面目的倫也便選擇與他疏遠。不過倫也並未向出海揭露此事。
曾是著名同人社團『rouge en rouge』的第二任代表。品評作品的眼光十分準確，辦事也很俐落。
第三卷時和妹妹從名古屋搬回東京而和倫也重逢。為了挖角英梨梨，向倫也宣戰，要在冬comi比較遊戲銷量。之後在第七卷認輸，並提醒倫也要注意已經盯上「Blessing software」的紅坂朱音。
在第七卷末因看不慣紅坂朱音挖角英梨梨的手法而離開『rouge en rouge』。在第八卷加入「Blessing software」擔任製作人，但總是被惠敵視著，故經常在別處以電腦或電話參加會議。
劇場版結局：多年後，於倫也創立的「Blessing Software」遊戲公司擔任製作人。
紅坂朱音（聲：生天目仁美）
本名為高坂茜（日文唸法相同）。『rouge en rouge』的創設者，初代代表者。在業界是經手無數作品的大人物。
首度推出的單行本剛開始發售就大受歡迎而不斷再版的漫畫家，已有複數的作品動畫化。
因自己作品首次動畫化的成果慘不忍睹，而對於創作有著極為嚴厲的標準，不容許任何妥協，無論對自己或他人都是如此苛求。為了自己心目中理想的作品會不擇手段，即便是要燃燒自己或他人的生命也在所不惜，激進的作風使其有著眾多粉絲及敵人。
第六卷中假扮為伊織的司機，載著倫也前往那須高原，並在那裡看見了柏木英理當時最頂尖的7張原畫，因而盯上了她的才能。《寰域編年紀 XIII》的企劃即是以柏木英理為核心擬定的。
Girls Side 1卷中，在冬comi時和霞詩子接觸，沒有與「Blessing software」社團代表的安藝倫也打招呼便進行挖角。和英梨梨和詩羽見面後，用尖酸苛刻的言語刺激陷入停滯的英梨梨並自己重現了她的畫，結果讓她畫出至今為止最棒的作品。事後得知情形的倫也用「像直接長成大人的殘酷小孩一般，和瘋子僅一纸之隔的天才」形容，波島伊織亦認為形容十分貼切，英梨梨病倒那天，假扮司機藉機接近。
實際上對於倫也很感興趣。第十一卷中倫也因寫作劇本上的難題諮詢紅坂朱音，於是認真給了他建議。認為倫也最大的武器是他滿是宅男噁心妄想的寫作風格。
第十一卷末在製作《寰域編年紀 XIII》的過程中，因過勞而中風病倒，但在倒下前反而是掛念倫也的劇本進度。為了不讓傳奇大作的品質受影響，倫也主動接下其工作和遊戲公司高層談判。《寰域編年紀 XIII》完成後試圖挖腳倫也，但被拒絕。

### 主要人物的親友
加藤宏美
惠的姐姐，大惠六歲。故事中期已經嫁到濱松市並改姓「吉永」。
教導惠「在眾多的真實之中夾帶些許的謊言是很難暴露的」。
加藤圭一（聲：齊藤壯馬）
惠的堂兄。城北醫大的4年級生。曾被倫也誤會與惠是戀人關係。
萊納徳·史賓瑟
英國出身的外交官，御宅族，是個萌豚，在BD第二卷的特典小說中登場。英梨梨是叫「爸爸」，倫也則是稱呼他為「史賓瑟伯伯」。
有能力讓英梨梨去上私立學校，但選擇讓她就讀公立中小學。有點擔心英梨梨和倫也之間的友情。
澤村小百合（聲：中原麻衣）
英梨梨的母親。日本人，同時也是個腐女，在短篇集（FD）中的彩頁登場。
和英梨梨的父親一樣，擔心著女兒和倫也之間的友情，因此會在兩人鬧彆扭時與丈夫、友人一同出力幫忙。

### 不死川書店相關人物
町田苑子（聲：桑島法子）
不死川書店的Fantastic文庫的編輯部成員，詩子的責任編輯。後成為副編輯長。
因為負責的輕小說作者霞詩子的新書遲遲未交稿而發怒，並表示決不許再延遲。對霞詩子在非正式場合往往以小詩來稱呼，非常看重霞詩子並對其多所照顧，自己形容自己像是姐姐。
與紅坂朱音是大學時期同社團的舊識。
相乐真由
外传漫画《不起眼女主角培育法 恋爱节拍器》的女主角之一，负责霞之丘诗羽所写的新小说《纯情百帕》的插画，笔名为。
在小说Girls Side 2卷中有客串，为GS2封面人物。
相乐文雄
真由的哥哥，大学生，在漫画《恋爱节拍器》中登场。

### 『icy tail』樂團相關人物
姫川時乃（聲：鈴木繪理）
『icy tail』的吉他手，暱稱為「小時」，美智留未加入之前也兼任主唱。個子嬌小並綁著側馬尾。
初次Live前一直向美智留隱藏自己的御宅族興趣。實際上是聲優宅、聲優演唱會的常客，擅長御宅藝。將來的願望是替聲優伴奏。
水原叡智佳（聲：田邊留依）
『icy tail』的貝斯手，暱稱為「叡智佳」。留著短髮並有著雀斑。
初次Live前一直向美智留隱藏自己的御宅族興趣。實際上是NICONICO動畫重度愛好者，有著交往的男友是VOCALOID作曲家的傳言。
因為會寫程式碼，所以被倫也在星期天抓來幫忙而不得不取消約會，因此怨念很強。
森丘藍子（聲：大地葉）
『icy tail』的團長與鼓手，暱稱為「藍子」。長髮綁成兩束，巨乳屬性，性格冷靜寡言。
初次Live前一直向美智留隱藏自己的御宅族興趣。實際上是動畫宅，在迷上某部樂團類動畫的時候，因為喜歡的角色是鼓手，也開始拿起鼓棒擔任鼓手。

### 劇中劇

#### 戀愛節拍器
直人（聲：水島大宙）
男主角，與紗由佳和真唯發展三角關係，最後選擇真唯。
紗由佳（聲：米澤圓）
雙女主角之一，於第一卷即登場的主要角色。
第五卷得知，對於作者霞詩子 （霞之丘詩羽）本人來說，這是她塑造的第一個角色，也是直接將自己的人格帶入的角色。與倫也共同創作的遊戲中的琉璃，也有紗由佳的人格在其中。這點只有加藤惠看出來。
真唯
雙女主角之一，於第二卷登場的主要角色。

#### cherry blessing〜輪迴恩澤物語〜
安曇誠司
男主角，16歲。擁有前世的記憶。
巡璃
女主角，16歲。擁有前世的記憶。
丙雙真
誠司的前世，也是誠司的曾祖父。
丙瑠璃
巡璃的前世，也是巡璃的曾祖母。
河村·斯巴達·光梨
副女主角。
雲雀之丘歌穗
副女主角。
炎藤美晴留
副女主角。

## 出版書籍

### 輕小說

#### 本篇
| 卷數 | 富士見書房     | 富士見書房             | 台灣角川       | 台灣角川               |
| 卷數 | 發售日期       | ISBN                   | 發售日期       | ISBN                   |
| ---- | -------------- | ---------------------- | -------------- | ---------------------- |
| 1    | 2012年7月25日  | ISBN 978-4-8291-3787-1 | 2013年7月27日  | ISBN 978-986-325-483-6 |
| 2    | 2012年11月25日 | ISBN 978-4-8291-3827-4 | 2013年9月18日  | ISBN 978-986-325-583-3 |
| 3    | 2013年3月25日  | ISBN 978-4-8291-3875-5 | 2013年11月27日 | ISBN 978-986-325-672-4 |
| 4    | 2013年7月25日  | ISBN 978-4-8291-3917-2 | 2014年2月5日   | ISBN 978-986-325-794-3 |
| 5    | 2013年11月25日 | ISBN 978-4-04-712956-6 | 2014年5月17日  | ISBN 978-986-325-927-5 |
| 6    | 2014年4月25日  | ISBN 978-4-04-070096-0 | 2014年10月23日 | ISBN 978-986-366-168-9 |
| 7    | 2014年12月25日 | ISBN 978-4-04-070425-8 | 2015年8月6日   | ISBN 978-986-366-605-9 |
| 8    | 2015年6月20日  | ISBN 978-4-04-070426-5 | 2016年2月19日  | ISBN 978-986-366-912-8 |
| 9    | 2015年11月20日 | ISBN 978-4-04-070743-3 | 2016年8月11日  | ISBN 978-986-473-177-0 |
| 10   | 2016年7月20日  | ISBN 978-4-04-070742-6 | 2017年10月5日  | ISBN 978-986-473-942-4 |
| 11   | 2016年11月19日 | ISBN 978-4-04-072076-0 | 2017年12月7日  | ISBN 978-957-853-124-6 |
| 12   | 2017年3月18日  | ISBN 978-4-04-072077-7 | 2018年5月21日  | ISBN 978-957-564-186-3 |
| 13   | 2017年10月20日 | ISBN 978-4-04-072339-6 | 2018年11月14日 | ISBN 978-957-564-591-5 |

#### 短篇集
| 卷數        | 富士見書房     | 富士見書房             | 台灣角川       | 台灣角川                                                   |
| 卷數        | 發售日期       | ISBN                   | 發售日期       | ISBN                                                       |
| ----------- | -------------- | ---------------------- | -------------- | ---------------------------------------------------------- |
| FD          | 2014年8月25日  | ISBN 978-4-04-070282-7 | 2015年3月12日  | ISBN 978-986-366-318-8                                     |
| Girls Side  | 2015年2月20日  | ISBN 978-4-04-070520-0 | 2015年11月11日 | ISBN 978-986-366-798-8                                     |
| Girls Side2 | 2016年3月19日  | ISBN 978-4-04-070840-9 | 2017年2月10日  | ISBN 978-986-473-482-5                                     |
| Girls Side3 | 2017年6月20日  | ISBN 978-4-04-072338-9 | 2018年8月16日  | ISBN 978-957-564-293-8                                     |
| Memorial    | 2018年3月20日  | ISBN 978-4-04-072460-7 | 2019年8月1日   | ISBN 978-957-743-075-5 EAN 4713510133552（MEGUMI EDITION） |
| FD2         | 2018年11月20日 | ISBN 978-4-04-072831-5 | 2020年1月31日  | ISBN 978-957-743-470-8 EAN 4713510134849（特裝版）         |
| Memorial2   | 2019年11月20日 | ISBN 978-4-04-073402-6 | 2020年12月10日 | ISBN 978-986-524-122-3 EAN 471-351-013-715-4（特裝版）     |

### 漫畫

#### 不起眼女主角培育法
守姬武士（漫畫）、丸戶史明（原作）、深崎暮人（人物原案）
| 卷數 | 富士見書房     | 富士見書房             | 台灣角川       | 台灣角川               |
| 卷數 | 初版發售日期   | ISBN                   | 初版發售日期   | ISBN                   |
| ---- | -------------- | ---------------------- | -------------- | ---------------------- |
| 1    | 2013年8月9日   | ISBN 978-4-04-712893-4 | 2015年2月6日   | ISBN 978-986-366-353-9 |
| 2    | 2014年4月9日   | ISBN 978-4-04-070081-6 | 2015年7月15日  | ISBN 978-986-366-630-1 |
| 3    | 2014年9月9日   | ISBN 978-4-04-070340-4 | 2016年1月20日  | ISBN 978-986-366-926-5 |
| 4    | 2015年1月9日   | ISBN 978-4-04-070341-1 | 2016年8月1日   | ISBN 978-986-473-185-5 |
| 5    | 2015年6月9日   | ISBN 978-4-04-070598-9 | 2016年10月28日 | ISBN 978-986-473-345-3 |
| 6    | 2015年12月5日  | ISBN 978-4-04-070599-6 | 2017年2月18日  | ISBN 978-986-473-539-6 |
| 7    | 2016年6月9日   | ISBN 978-4-04-070914-7 | 2017年6月8日   | ISBN 978-986-473-748-2 |
| 8    | 2016年11月19日 | ISBN 978-4-04-072080-7 | 2017年11月13日 | ISBN 978-986-473-958-5 |

#### 不起眼女主角培育法〜egoistic-lily〜
（漫畫）、丸戶史明（原作）、深崎暮人（人物原案）
以英梨梨為主角的漫畫外傳，部份劇情與原作不同。
| 卷數 | 角川書店      | 角川書店               | 台灣角川       | 台灣角川               |
| 卷數 | 初版發售日期  | ISBN                   | 初版發售日期   | ISBN                   |
| ---- | ------------- | ---------------------- | -------------- | ---------------------- |
| 1    | 2013年7月4日  | ISBN 978-4-04-120784-0 | 2014年6月6日   | ISBN 978-986-366-014-9 |
| 2    | 2013年12月4日 | ISBN 978-4-04-120999-8 | 2014年12月13日 | ISBN 978-986-366-289-1 |
| 3    | 2014年6月4日  | ISBN 978-4-04-121089-5 | 2015年5月15日  | ISBN 978-986-366-490-1 |

#### 不起眼女主角培育法 戀愛節拍器
（漫畫）、丸戶史明（原作）、深崎暮人（人物原案）
以詩羽為主角的漫畫外傳，部份劇情與原作不同。
| 卷數 | 史克威爾艾尼克斯 | 史克威爾艾尼克斯       | 台灣角川      | 台灣角川               |
| 卷數 | 初版發售日期     | ISBN                   | 初版發售日期  | ISBN                   |
| ---- | ---------------- | ---------------------- | ------------- | ---------------------- |
| 1    | 2014年4月19日    | ISBN 978-4-7575-4296-9 | 2018年6月19日 | ISBN 978-957-564-232-7 |
| 2    | 2014年8月20日    | ISBN 978-4-7575-4402-4 | 2018年6月19日 | ISBN 978-957-564-233-4 |
| 3    | 2014年12月20日   | ISBN 978-4-7575-4520-5 | 2019年1月7日  | ISBN 978-957-564-709-4 |
| 4    | 2015年6月20日    | ISBN 978-4-7575-4664-6 | 2019年1月7日  | ISBN 978-957-564-710-0 |
| 5    | 2015年12月25日   | ISBN 978-4-04-070599-6 | 2019年7月10日 | ISBN 978-957-743-121-9 |
| 6    | 2016年7月19日    | ISBN 978-4-7575-5063-6 | 2019年7月10日 | ISBN 978-957-743-122-6 |
| 7    | 2017年3月18日    | ISBN 978-4-7575-5296-8 | 2019年7月10日 | ISBN 978-957-743-123-3 |
| 8    | 2017年6月20日    | ISBN 978-4-7575-5398-9 | 2020年3月11日 | ISBN 978-957-743-600-9 |
| 9    | 2017年12月25日   | ISBN 978-4-7575-5563-1 | 2020年3月11日 | ISBN 978-957-743-601-6 |
| 10   | 2018年6月25日    | ISBN 978-4-7575-5729-1 | 2020年3月11日 | ISBN 978-957-743-602-3 |

#### 不起眼女主角培育法 Girls Side
| 卷數 | KADOKAWA     | KADOKAWA               |
| 卷數 | 發售日期     | ISBN                   |
| ---- | ------------ | ---------------------- |
| 1    | 2017年4月8日 | ISBN 978-4-04-072210-8 |
| 2    | 2017年7月7日 | ISBN 978-4-04-072350-1 |

## 電視動畫
改編電視動畫於2015年1月至3月在富士電視台的「noitaminA」時段播放，2015年5月3日官方網站宣布第2期製作決定。2016年3月17日，官方網站宣布第2期的播出時間，標題名為《不起眼女主角培育法♭》，於2017年4月至6月播放。

## 遊戲
PSV平臺《不起眼女主角培育法 -blessing flowers-》由5pb.（MAGES.）製作，於2015年4月30日發售。

## 外部連結
- 輕小說官方網站（日語）
- 漫畫官方網站（日語）
- 不起眼女主角培育法 -blessing flowers- PSVita遊戲版官方網站（日語）